# 1. division 1970
La 1. Division 1970 è stata la 57ª edizione della massima serie del campionato danese di calcio conclusa con la vittoria del B 1903, al suo sesto titolo.
Capocannoniere del torneo fu Ole Forsing del B 1903 con 18 reti.

## Classifica finale
|    | Classifica        | G  | V  | N | P  | GF | GS | DR  | Pti |
| -- | ----------------- | -- | -- | - | -- | -- | -- | --- | --- |
| 1  | B 1903            | 22 | 11 | 5 | 6  | 56 | 36 | +20 | 27  |
| 2  | AB                | 22 | 10 | 7 | 5  | 46 | 30 | +16 | 27  |
| 3  | Hvidovre IF       | 22 | 11 | 4 | 7  | 30 | 23 | +7  | 26  |
| 4  | Vejle             | 22 | 10 | 3 | 9  | 45 | 39 | +6  | 23  |
| 5  | B 1901            | 22 | 8  | 7 | 7  | 31 | 35 | -4  | 23  |
| 6  | BK Frem           | 22 | 8  | 6 | 8  | 32 | 35 | -3  | 22  |
| 7  | Brønshøj BK (*)   | 22 | 8  | 6 | 8  | 28 | 35 | -7  | 22  |
| 8  | Aalborg           | 22 | 9  | 3 | 10 | 34 | 29 | +5  | 21  |
| 9  | Randers Freja (*) | 22 | 8  | 5 | 9  | 30 | 36 | -6  | 21  |
| 10 | KB                | 22 | 6  | 7 | 9  | 24 | 26 | -2  | 19  |
| 11 | B 1913            | 22 | 6  | 6 | 10 | 24 | 37 | -13 | 18  |
| 12 | Horsens fS        | 22 | 4  | 7 | 11 | 20 | 39 | -19 | 15  |

(*) Squadre neopromosse

## Verdetti
- B 1903 Campione di Danimarca 1970.
- B 1903 ammesso alla Coppa dei Campioni 1971-1972.
- AB ammesso alla Coppa UEFA 1971-1972.
- B 1913 e Horsens fS retrocesse.